# Hiena (1810)
El Bergantín Hiena fue un buque de la Armada Argentina partícipe de la Guerra de Independencia Argentina hasta su captura por la Armada Española en 1812, y en la que sirvió hasta su baja.

## Historia

### Al servicio de la revolución
El bergantín Hiena (L'Hyene o L'Haine) arribó al Río de la Plata el 14 de junio de 1810 al mando del capitán Rubén Bernard. De origen francés, tenía sin embargo pabellón y matrícula británicos y estaba consignado a Juan Larrea.
En momentos en que la Junta de Gobierno encaraba la formación de la primera escuadra patriota, en septiembre fue adquirido al agente Guillermo Mann en la suma de 25 000 pesos por un préstamo del mismo Larrea "en consideración por los apuros del erario".
Tenía 300 toneladas, medía 45 m de eslora y poseía un calado de 3 m. Estuvo al mando de Estanislao Courrande hasta que fue remitido en noviembre a Barracas para su alistamiento con una tripulación de 11 marineros a las órdenes de Salvador Blanco. Ese mismo mes fue designado comandante Augusto Favier con una tripulación de 28 marineros. 
El 11 de enero de 1811 fue puesto al mando del capitán Tomás Taylor. El 14 de junio de 1811 se encontraba surto en Balizas Interiores cuando la escuadra realista efectuó el primer bombardeo de Buenos Aires. En esa ocasión, el Hiena no pudo responder al fuego por no haberse montado aún su artillería por lo que fue embicado en la costa cercana al Retiro para evitar su captura.
Fue finalmente armado con quince cañones de a 12 lb tomados del Fuerte de Buenos Aires. Una vez alistado, aprovechando sus excelentes condiciones marineras burló repetidamente el bloqueo español transportando pertrechos a las tropas sitiadoras de Montevideo y efectuando desembarcos en Colonia del Sacramento y el Buceo.
Pronto fue conocido como Queche debido a que se asemejaba a un navío de esas características dado que su mástil mayor tenía menos guindada que el trinquete. 
Al firmarse el armisticio en agosto de 1811, se dispuso su desarme, cumplido en Barracas a las órdenes de Vicente Garretón, un oficial de la Expedición Auxiliadora de Chile.
Al reiniciarse el conflicto fue rearmado, el 4 de marzo de 1812 soportó junto con una cañonera el tercer bombardeo de Buenos Aires por parte de la escuadra española.

### Captura
El 5 de mayo de 1812 zarpó burlando nuevamente el bloqueo rumbo a Carmen de Patagones al mando de Taylor. En Buenos Aires no se tenían aún noticias de la Sublevación de Carmen de Patagones, promovida por un grupo de prisioneros realistas españoles al mando del coronel Faustino Ansay con el concurso de la población, que el 21 de abril se había apoderado de la villa y su fuerte.
Al fondear en la Bahía San Blas Taylor envió por tierra a su segundo Tomás Fermín Jones, con instrucciones para el comandante del fuerte. Jones fue capturado por los leales a España quienes enviaron un grupo encabezado por José Roque González que consiguió con engaños que Taylor, dejara al mando del Hiena a su tercero, el teniente Tomás Robinson, los acompañara a Patagones. 
Capturado también Taylor, un nuevo grupo con comestibles y algunas reses en pie se presentó en la bahía al amanecer del día 23 de mayo. La mayor parte de las fuerzas se emboscó en los médanos al mando de Domingo de Torres y Arrieta, mientras que Joaquín Gómez de Liaño, Domingo Fernández y otros tres hombres se acercaron a la playa con una carretilla cargada de provisiones. Conducidos a bordo del Hiena, Liaño entregó a Robinson la carta de su capitán, pero por alguna razón el teniente desconfió de la situación y sólo autorizó el desembarco de 23 hombres.
Cuando desembarcaron, González salió a la playa con otros seis hombres y otra carretilla con comestibles y algunas reses en pie. Liaño solicitó a Robinson el envío a tierra de más hombres para faenar rápidamente el ganado. El objetivo era reducir al mínimo la guarnición del navío y que González con sus hombres con la excusa de transportar los víveres se sumaran a los que se encontraban a bordo, de manera que en un doble golpe de mano las tropas emboscadas capturaran a los desembarcados y los once del Hiena ocuparan el buque.
No obstante Robinson se negó a desembarcar más tripulantes, prefiriendo que se encargaran los mismos al siguiente día una vez proveída la leña, y envió un bote con uno de los acompañantes de Liaño a tierra. Este, imposibilitado de comunicarse y retenido de hecho en la sola compañía de Fernández y sus dos compañeros –apellidados Albornoz y Coca– hizo un nuevo intento desesperado y con el apoyo de los restantes oficiales de a bordo consiguió el aval de Robinson para hacer llegar una esquela a tierra ordenando el envío de aves de corral.
González recibió esa esquela y sabiendo leer entre líneas embarcó sin dudarlo con un soldado disfrazado de peón simulando aprovechar el regreso del bote para transportar víveres. Una vez reunidos en cubierta se situaron cerca de Robinson y el siguiente en el mando, el teniente Tomás Wilson, encargado de las tropas, y a una señal los atacaron a cuchillo, tras lo que acometieron a los restantes tripulantes que confiados y desarmados permanecían en cubierta forzándolos a retirarse hacia escotillas con el resto, en total cincuenta y seis, con lo que quedaron dueños de la cubierta. Armados ahora con sables de abordaje dominaban las escotillas por lo que los pocos tripulantes que, ya con sables, intentaban forzar el paso eran fácilmente dominados. Rápidamente se sumaron en un bote otros seis españoles con lo que consiguieron la rendición de los poco entusiastas defensores, en su mayoría mercenarios. El ataque dejó seis muertos y doce heridos de arma blanca –incluyendo los oficiales Robinson y Wilson– y setenta y cuatro prisioneros, incluyendo a los dos primeros oficiales. Los españoles no habían sufrido baja alguna y controlaban los pertrechos, las instrucciones oficiales del gobierno de Buenos Aires, el mejor buque de su escuadrilla, los medios para contactar con Montevideo y el control de la Comandancia de Patagones.
Los sublevados partieron en el Hiena a Montevideo conduciendo prisioneros al comandante Sancho, al ministro Quesada, al capellán José Acosta, al capitán Taylor y la oficialidad y tripulación que no se les había sumado. 
Arribaron a la plaza el 13 de junio y fueron recibidos con extraordinario entusiasmo: varios chicos eran enviados a recorrer las calles recitando unos versos de Gervasio Algarate: 

"El Queche, el famoso Queche -Blanco de sus atenciones

Donde lo ha llevado Jones -A ponerlo en escabeche

Y por más que se aproveche -La República Argentina

De la plata macuquina -Que al pueblo tiene robada

No ha de comprar otra armada -Ni puede tener Marina."

Por su parte, el gobierno revolucionario por medio de su Gazeta respondía que "Este accidente aunque desgraciado no prepara el menor influjo contra los progresos del sistema. La pérdida de Queche no aumenta el poder marítimo de los enemigos ni disminuye nuestros grandes recursos."
En dos ocasiones los leales a la Junta de Buenos Aires intentaron sin éxito recapturar al Hiena. En una de esas oportunidades, en la noche del 8 de enero de 1814 un comando al mando del teniente coronel Benjamín Franklin Seaver capturó al falucho San Luis y al falucho San Martín. El 20 de enero de 1814 un comando dirigido por Eugenio Culta, el teniente de Dragones de la Patria José Caparrós y Virnes, oficial de origen irlandés, se introdujo sigilosamente al puerto de Montevideo pero ante lo cerrado de la noche se desvió y capturó otro bergantín.

### Campaña de 1814
La marina revolucionaria desmintió pronto las coplas de Algarate. Abierta la campaña naval contra Montevideo, en el Combate de Martín García de marzo de 1814, la nueva escuadra argentina al mando de Guillermo Brown venció a la española y ocupó la estratégica isla, pasando el 14 de abril a bloquear por mar la plaza cerrando así el sitio. El Hiena permanecía entretanto bajo el mando del capitán Tomás Quijano.
El 14 de mayo la escuadra española al mando del comandante del apostadero Miguel de la Sierra abandonó su fondeadero para enfrentar a la de Brown en el Puerto del Buceo. Miguel de la Sierra izó su insignia en el queche Hiena, por ser el barco más veloz de la flota. En lo que fue la primera jornada del Combate naval del Buceo tras el primer cañoneo Sierra se alejó con el Hiena abandonando a su flota y permaneció al sur del Banco Inglés mientras sus barcos eran hundidos o rendidos uno a uno. Tras la victoria patriota cerrada el 17 de mayo, el 23 de junio de 1814 la ciudad de Montevideo finalmente se rindió.
En vísperas de la rendición, el Queche, que hacía días estaba listo para hacerse a la mar, aprovechó la oscuridad de la noche para fugarse con una tripulación leal a España llevando las noticias a la Península. Partió llevando izadas las señales nocturnas de los leales a la Junta de Buenos Aires y pasando a la voz de la corbeta Belfast. Brown envió rápidamente al Halcón a perseguirlo pero no pudo alcanzarlo. Llevaba también a fray Cirilo de Alameda Brea, uno de los principales propagandistas españoles, y al metálico del tesoro de Montevideo.

### Servicio posterior
Tras servir en el Atlántico y en el Pacífico, en 1820 fue enviado por los españoles al Caribe bajo el mando del capitán de navío Latorre. Bajo el mando del capitán Benito Larraigada entró a Curazao y Puerto Chagres conduciendo tropas y abastecimientos en el marco de la Campaña de Costa Firme encabezada por el mariscal Miguel de Latorre. 
En 1821 encabezó capitaneada por Larraigada una expedición de refuerzo de 800 hombres que partió de Panamá rumbo a Quito al mando del general Juan de la Cruz Mourgeon y Achet. Tras la entrega de las fragatas La Prueba y Venganza, y de la corbeta Alejandra a los revolucionarios, el Hiena permaneció como el principal buque de la Armada Española en la zona.
Probablemente averiado durante el sitio y captura de Quito en 1822, el Queche fue finalmente desguazado en dicha ciudad y vendido como leña en 1825.